# Sessay
Sessay är en ort och civil parish i Storbritannien.   Den ligger i grevskapet North Yorkshire och riksdelen England, i den centrala delen av landet, 300 km norr om huvudstaden London. Sessay ligger 31 meter över havet och antalet invånare är 311.
Terrängen runt Sessay är huvudsakligen platt, men åt nordost är den kuperad. Runt Sessay är det ganska tätbefolkat, med 67 invånare per kvadratkilometer. Närmaste större samhälle är Thirsk, 7,3 km norr om Sessay. Trakten runt Sessay består till största delen av jordbruksmark.